# El Chicano
El Chicano és una pel·lícula de superherois estatunidenca del 2018 dirigida per Ben Hernandez Bray, que va coescriure el guió amb Joe Carnahan. És protagonitzada per Raúl Castillo, Aimee Garcia i George Lopez. La pel·lícula ha estat definida com la "primera pel·lícula de superherois llatins". Es va exhibir per primer cop el setembre de 2018 al Festival de Cinema de Los Angeles i es va estrenar als Estats Units el 3 de maig de 2019. Frank Grillo i Lorenzo di Bonaventura van ser-ne productors executius. S'ha doblat i subtitulat al català.